# Манрики-гусари
Манрики-гусари (на японски: 万力鎖) е традиционно японско и китайско оръжие с верига, на чийто край се намират две тежести предназначени за удряне или за улавяне на противника. Друга тактика е да се хванат тежестите с ръка и да се метнат в лицето на другия, което довежда до безсъзнание или смърт. Друга възможност е да се метне самото оръжие срещу опонента, което може да предизвика шок или изненада. В повечето случаи това оръжие се използва за изненада. Обикновено манрики-гусарито е дълго около 90 cm (три фута). Това оръжие е едно от традиционните оръжия в бойното изкуство нинджицу.
Допълнителни употреби на оръжието са например използването му като пробождащо оръжие (шип и верига) във връзка с оръжието с верига. При тази употреба веригата е по-дълга – около 1,8-3,04 m (6-10 фута), с тежест и в двата края, всеки от които може да бъде използван поотделно. Също възможно е и използването и на двете едновременно, когато притежателят постави централна дръжка на веригата.